# Legislaturas provinciales de Argentina
Las legislaturas provinciales de Argentina son los órganos del poder legislativo de cada provincia federada a la República Argentina.
Existen provincias que cuentan con cámara de diputados y senadores, y otras con un sistema unicameral. El total de legisladores provinciales de la Argentina es de 1.199. 
Las elecciones legislativas provinciales se realizan junto con las elecciones legislativas a nivel nacional; las elecciones provinciales de 2023 han sido las últimas que se han realizado en el país. Cabe destacar que cada provincia tiene autonomía para decidir si la fecha de las elecciones provinciales coincide con las nacionales o no. En algunas provincias la constitución establece que ambas fechas no pueden coincidir. A 2020, 16 de las 24 jurisdicciones de primer orden tienen Legislaturas unicamerales, en tanto todos los concejos deliberantes a lo largo de todo el país también son de cámara única. En Mendoza, Salta y Catamarca se impulsan reformas constitucionales para dar paso a legislaturas unicamerales

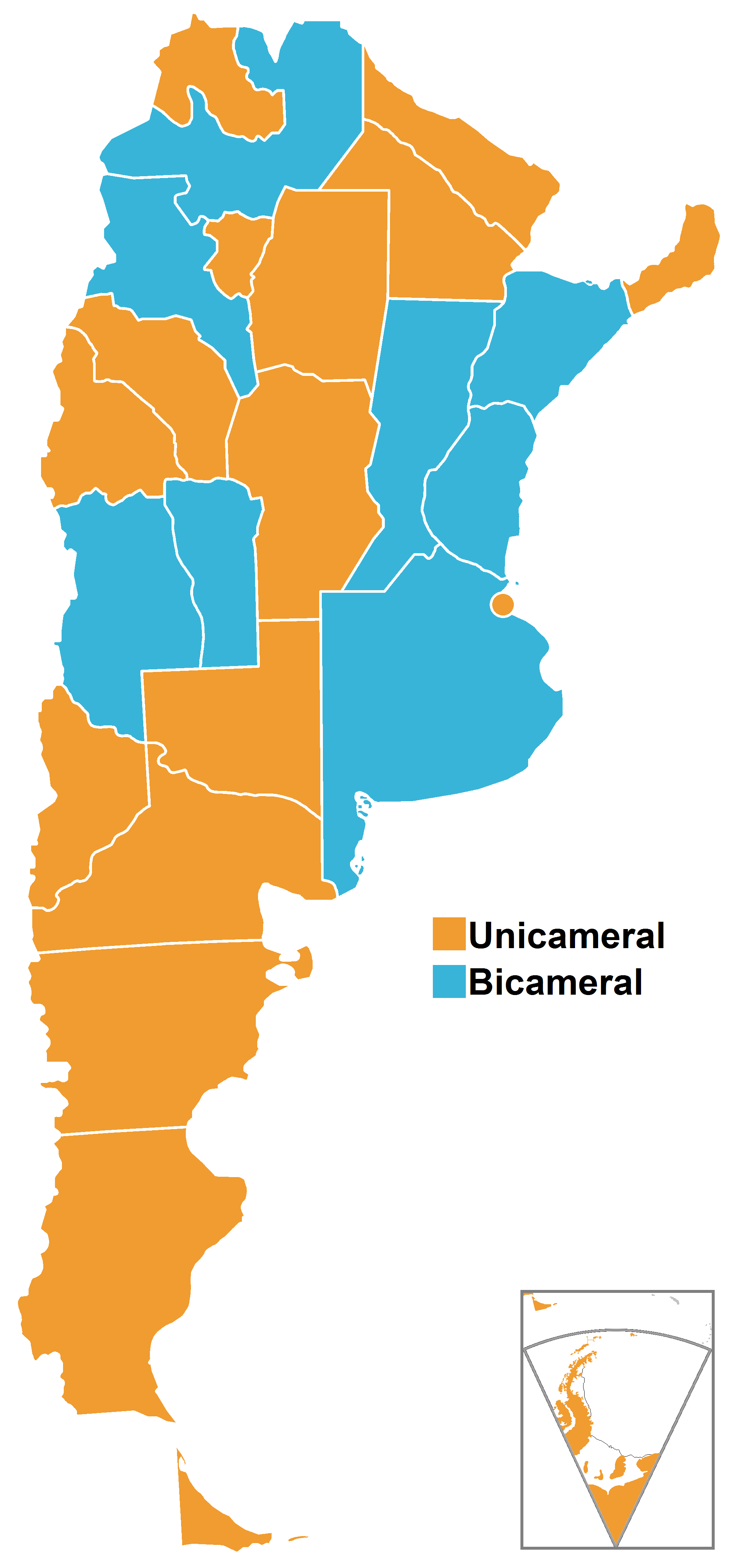
Tipos de legislaturas provinciales de Argentina.

## Composición por provincias
| Provincia                                             | Legislatura              | Nivel      | Bancas | Mandato (años) | Renovación              | Sistema electoral                                                                                            | Distrito electoral    |
| ----------------------------------------------------- | ------------------------ | ---------- | ------ | -------------- | ----------------------- | --- | --------------------- |
| Buenos Aires                                          | Cámara de Diputados      | Baja       | 92     | 4              | Por mitades cada 2 años | Representación proporcional                                                                                  | Secciones electorales |
| Buenos Aires                                          | Senado                   | Alta       | 46     | 4              | Por mitades cada 2 años | Representación proporcional                                                                                  | Secciones electorales |
| Ciudad de Buenos Aires                                | Legislatura              | Unicameral | 60     | 4              | Por mitades cada 2 años | Representación proporcional                                                                                  | Capital Federal       |
| Catamarca                                             | Cámara de Diputados      | Baja       | 41     | 4              | Por mitades cada 2 años | Representación proporcional                                                                                  | Provincia             |
| Catamarca                                             | Cámara de Senadores      | Alta       | 16     | 4              | Por mitades cada 2 años | Escrutinio mayoritario uninominal                                                                            | Departamentos         |
| Chaco                                                 | Cámara de Diputados      | Unicameral | 32     | 4              | Por mitades cada 2 años | Representación proporcional                                                                                  | Provincia             |
| Chubut                                                | Legislatura              | Unicameral | 27     | 4              | Completa                | - 16: Bonificación a la mayoría - 11: Representación proporcional                                            | Provincia             |
| Córdoba                                               | Legislatura              | Unicameral | 70     | 4              | Completa                | Voto paralelo:                                                                                               | Voto paralelo:        |
| Córdoba                                               | Legislatura              | Unicameral | 70     | 4              | Completa                | 44: Representación proporcional                                                                              | Provincia             |
| Córdoba                                               | Legislatura              | Unicameral | 70     | 4              | Completa                | 26: Escrutinio mayoritario uninominal                                                                        | Departamentos         |
| Corrientes                                            | Cámara de Diputados      | Baja       | 30     | 4              | Por mitades cada 2 años | Representación proporcional                                                                                  | Provincia             |
| Corrientes                                            | Cámara de Senadores      | Alta       | 15     | 6              | Por tercios cada 2 años | Representación proporcional                                                                                  | Provincia             |
| Entre Ríos                                            | Cámara de Diputados      | Baja       | 34     | 4              | Completa                | - 18: Bonificación a la mayoría - 16: Representación proporcional                                            | Provincia             |
| Entre Ríos                                            | Cámara de Senadores      | Alta       | 17     | 4              | Completa                | Escrutinio mayoritario uninominal                                                                            | Departamentos         |
| Formosa                                               | Cámara de Diputados      | Unicameral | 30     | 4              | Por mitades cada 2 años | Lista incompleta. 2/3 de bancas para el partido más votado, 1/3 de bancas para el segundo partido más votado | Provincia             |
| Jujuy                                                 | Legislatura              | Unicameral | 48     | 4              | Por mitades cada 2 años | Representación proporcional                                                                                  | Provincia             |
| La Pampa                                              | Cámara de Diputados      | Unicameral | 30     | 4              | Completa                | Representación proporcional                                                                                  | Provincia             |
| La Rioja                                              | Legislatura              | Unicameral | 36     | 4              | Por mitades cada 2 años | 24: Representación proporcional                                                                              | Departamentos         |
| La Rioja                                              | Legislatura              | Unicameral | 36     | 4              | Por mitades cada 2 años | 12: Escrutinio mayoritario uninominal                                                                        | Departamentos         |
| Mendoza                                               | Cámara de Diputados      | Baja       | 48     | 4              | Por mitades cada 2 años | Representación proporcional                                                                                  | Distritos electorales |
| Mendoza                                               | Cámara de Senadores      | Alta       | 38     | 4              | Por mitades cada 2 años | Representación proporcional                                                                                  | Distritos electorales |
| Misiones                                              | Cámara de Representantes | Unicameral | 40     | 4              | Por mitades cada 2 años | Representación proporcional                                                                                  | Provincia             |
| Neuquén                                               | Legislatura              | Unicameral | 35     | 4              | Completa                | Representación proporcional                                                                                  | Provincia             |
| Río Negro                                             | Legislatura              | Unicameral | 46     | 4              | Completa                | Voto paralelo:                                                                                               | Voto paralelo:        |
| Río Negro                                             | Legislatura              | Unicameral | 46     | 4              | Completa                | 22: Representación proporcional                                                                              | Provincia             |
| Río Negro                                             | Legislatura              | Unicameral | 46     | 4              | Completa                | 24: Representación proporcional                                                                              | Circuitos electorales |
| Salta                                                 | Cámara de Diputados      | Baja       | 60     | 4              | Por mitades cada 2 años | 47: Representación proporcional                                                                              | Departamentos         |
| Salta                                                 | Cámara de Diputados      | Baja       | 60     | 4              | Por mitades cada 2 años | 13: Escrutinio mayoritario uninominal                                                                        | Departamentos         |
| Salta                                                 | Cámara de Senadores      | Alta       | 23     | 4              | Por mitades cada 2 años | Escrutinio mayoritario uninominal                                                                            | Departamentos         |
| San Juan                                              | Cámara de Diputados      | Unicameral | 36     | 4              | Completa                | Voto paralelo:                                                                                               | Voto paralelo:        |
| San Juan                                              | Cámara de Diputados      | Unicameral | 36     | 4              | Completa                | 17: Representación proporcional                                                                              | Provincia             |
| San Juan                                              | Cámara de Diputados      | Unicameral | 36     | 4              | Completa                | 19: Escrutinio mayoritario uninominal                                                                        | Departamentos         |
| San Luis                                              | Cámara de Diputados      | Baja       | 43     | 4              | Por mitades cada 2 años | Representación proporcional                                                                                  | Departamentos         |
| San Luis                                              | Cámara de Senadores      | Alta       | 9      | 4              | Por mitades cada 2 años | Escrutinio mayoritario uninominal                                                                            | Departamentos         |
| Santa Cruz                                            | Cámara de Diputados      | Unicameral | 24     | 4              | Completa                | Voto paralelo:                                                                                               | Voto paralelo:        |
| Santa Cruz                                            | Cámara de Diputados      | Unicameral | 24     | 4              | Completa                | 10: Representación proporcional                                                                              | Provincia             |
| Santa Cruz                                            | Cámara de Diputados      | Unicameral | 24     | 4              | Completa                | 14: Escrutinio mayoritario uninominal                                                                        | Municipios            |
| Santa Fe                                              | Cámara de Diputados      | Baja       | 50     | 4              | Completa                | - 28: Bonificación a la mayoría - 22: Representación proporcional                                            | Provincia             |
| Santa Fe                                              | Cámara de Senadores      | Alta       | 19     | 4              | Completa                | Escrutinio mayoritario uninominal                                                                            | Departamentos         |
| Santiago del Estero                                   | Cámara de Diputados      | Unicameral | 40     | 4              | Completa                | Representación proporcional                                                                                  | Provincia             |
| Tierra del Fuego, Antártida e Islas del Atlántico Sur | Legislatura              | Unicameral | 15     | 4              | Completa                | Representación proporcional                                                                                  | Provincia             |
| Tucumán                                               | Legislatura              | Unicameral | 49     | 4              | Completa                | Representación proporcional                                                                                  | Secciones electorales |